# Mariä Himmelfahrt (Hundeluft)

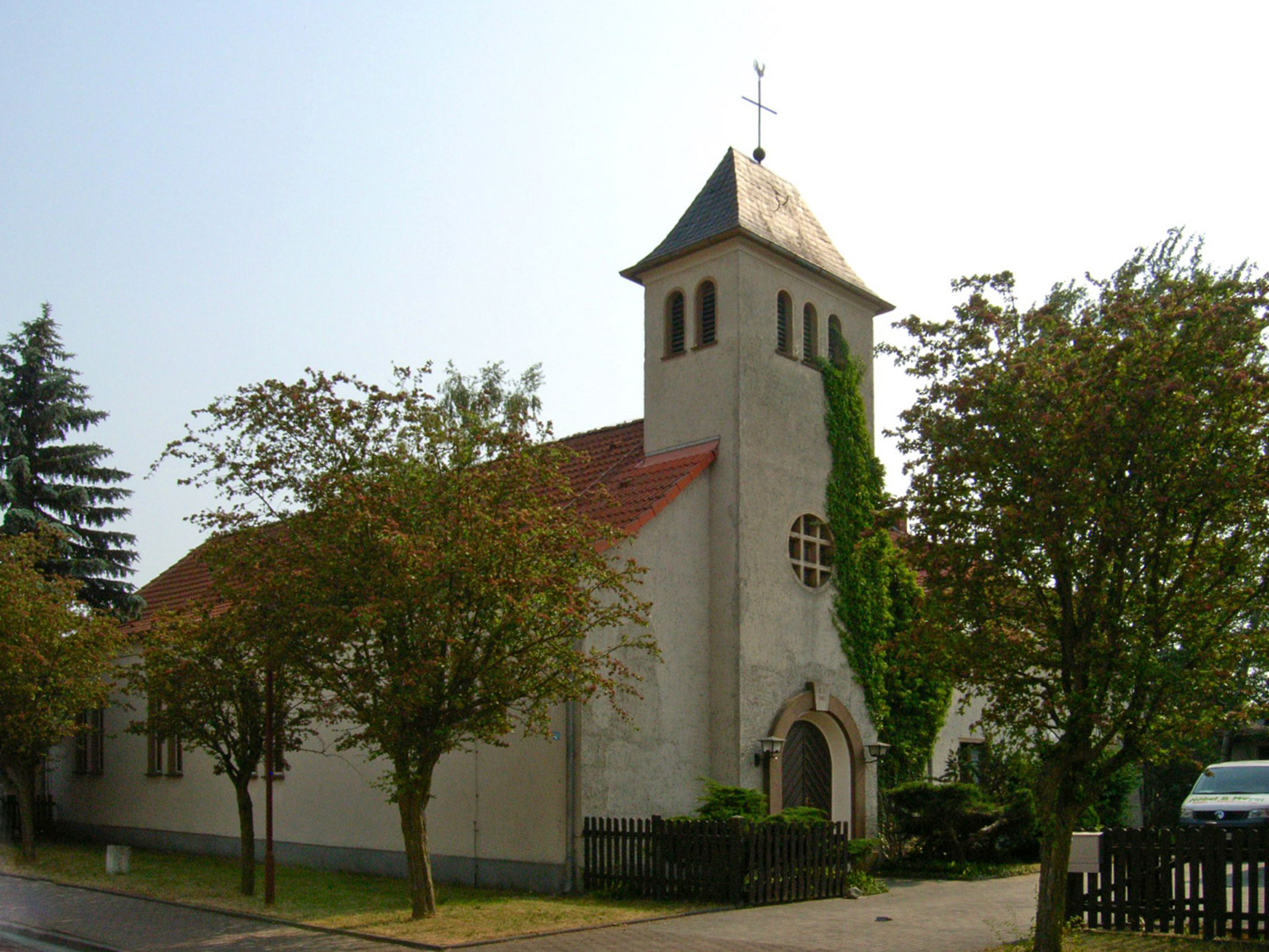
Mariä-Himmelfahrt-Kirche (2008)

Mariä Himmelfahrt, auch Mariä Aufnahme in den Himmel genannt, war die römisch-katholische Kirche in Hundeluft, einem Ortsteil der Stadt Coswig (Anhalt) im Landkreis Wittenberg in Sachsen-Anhalt. Die nach der Aufnahme Mariens in den Himmel benannte Kirche gehörte zur Pfarrei Heilige Familie mit Sitz in Roßlau (Elbe) im Bistum Magdeburg. Das Kirchengebäude steht als Baudenkmal unter der Erfassungsnummer 094 41328 unter Denkmalschutz.

## Geschichte
Durch die im 16. Jahrhundert durchgeführte Reformation wurde Hundeluft, das zum Bistum Brandenburg gehörte, protestantisch.
Durch die Flucht und Vertreibung Deutscher aus Mittel- und Osteuropa wuchs die Zahl der Katholiken in Hundeluft und den umliegenden Orten ab 1945 erheblich an, so dass am 1. Mai 1949 der Neupriester Engelbert Hetfeld (1917–2009) zum Vikar der Pfarrei Roßlau mit Sitz in Hundeluft ernannt wurde, womit in Hundeluft eine katholische Gemeinde gegründet wurde. Der Seelsorgebereich des Vikars umfasste den Norden der Pfarrei Roßlau mit den Ortschaften Bräsen, Hundeluft, Jeber-Bergfrieden, Krakau, Luko, Ragösen, Serno, Stackelitz, Thießen und Weiden und anfangs rund 800 Katholiken. Die katholischen Gottesdienste fanden zunächst in der evangelischen St.-Bonifatius-Kirche statt. Am 1. Juni 1950 erfolgte die Erhebung der katholischen Gemeinde Hundeluft zur Kuratie der Pfarrei Roßlau.
Im Herbst 1950 begannen die Bemühungen zum Ankauf eines Grundstücks. Im September 1951 wurde an der Zerbster Straße ein 980 m² großes Grundstück mit einer Scheune erworben, die zu einer Kirche umgebaut wurde. Bereits an Weihnachten 1951 wurde das Gebäude für den Gottesdienst genutzt. Die bischöfliche Kirchweihe folgte am 3. Oktober 1952.
Bereits 1950 war Kuratus Engelbert Hetfeld nach Halle (Saale) versetzt worden. Weitere Kuraten von Hundeluft waren Johannes Calderoni und Josef Muhs, der bis 1958 in Hundeluft blieb. Er wurde von Meinolf Habitzky abgelöst, dem 1974 Wolfgang Janotta folgte. Von 1979 bis 1986 trat Kuratus Johann Georg Hofmann Dienst in Hundeluft. Zur Errichtung einer Pfarrei kam es in Hundeluft nicht.
Am 8. Juli 1994 wurde das Bistum Magdeburg gegründet, und die Zugehörigkeit von Hundeluft wechselte vom Erzbistum Paderborn zum Bistum Magdeburg. Am 28. Januar 2007 wurde der Gemeindeverbund „Roßlau – Coswig – Zerbst“ errichtet, zu dem außer der Hundelufter Kirche Mariä Himmelfahrt auch die Kirchen St. Michael in Coswig, Herz Jesu in Roßlau und St. Jacobus der Ältere in Zerbst gehörten. Bis zur Auflösung der Dekanatsstrukturen im Bistum Magdeburg am 1. September 2023 gehörte Hundeluft zum Dekanat Dessau. Am 28. November 2010, dem 1. Sonntag im Advent, entstand aus dem Gemeindeverbund die heutige Pfarrei Heilige Familie mit Sitz in Roßlau. Auch Güterglück, wo es früher eine katholische Kapelle gab, kam zur Pfarrei Heilige Familie.
Nachdem die Zahl der Gottesdienstteilnehmer immer geringer geworden war, wurde die Kirche seit der COVID-19-Pandemie im Jahr 2020 nicht mehr für regelmäßige Gottesdienste genutzt. Per Dekret vom 26. Juni 2024 ordnete Bischof Gerhard Feige die Profanierung der Kirche an, die letzte Heilige Messe und die anschließende Profanierung der Kirche fanden am 19. Oktober 2024 statt.

## Lage, Architektur und Ausstattung
Die verputzte Saalkirche steht auf dem Grundstück Große Dorfstraße 11 und ist parallel zur Großen Dorfstraße ausgerichtet. Ihr teilweise eingezogener Turm, der mit einem Walmdach eingedeckt ist, wird von einem Kreuz mit einem Wetterhahn bekrönt. Das Pfarrhaus ist im Rechten Winkel an das Kirchenschiff angebaut.
Die Kirche ist mit einem Satteldach eingedeckt und wird durch ein Portal an der Nordseite erschlossen. Ihr schlichter Innenraum wird durch eine hölzerne Flachdecke abgeschlossen, der Altarraum wird durch ein Hängekeuz dominiert. An der Rückwand des Altarraumes befinden sich der Tabernakel sowie eine Darstellung von Maria mit dem Jesuskind. Das Hängekeuz und die Mariendarstellung sind Werke der Künstlerin Hildegard Hendrichs.